# Boris Tropaneț
Boris Iakovlevici Tropaneț (în rusă Борис Яковлевич Тропанец; n. 11 octombrie 1964, Zorea, Regiunea Odesa – d. 22 mai 2008) a fost un fotbalist și antrenor de fotbal profesionist din Republica Moldova. El și-a făcut debutul profesional în Liga Superioară a URSS în 1984, la echipa Cernomoreț Odesa. A jucat 4 meciuri în Cupa UEFA Intertoto 1996 pentru FC KAMAZ Naberejnîe Celnî, și un meci în Liga Campionilor 1999-2000 (preliminarii), cu echipa Zimbru Chișinău, meci în care a marcat două goluri.

## Cariera fotbalistului
Primii săi pași în fotbal au fost făcuți la Școala sportivă pentru copii și tineret din Sarata, primul antrenor - V.R. Zlatov. Apoi s-a mutat la SDYUSHOR "Cernomoreț" (Odesa). În 1982-1983 a jucat în echipa de rezervă a Odesei. A debutat la profesioniști la 22 februarie 1984, într-un meci victorios (3:0) pe teren propriu în 1/16 de finală a Cupei URSS împotriva Krasnodar "Kuban". Tropanets a ieșit titular, dar, după ce a primit un cartonaș galben, a fost înlocuit de Igor Sokolovskiy în minutul 80. În prima ligă a URSS, a debutat la Odessa "Cernomoreț" la 11 martie 1984, într-un meci pierdut (0:1) în deplasare în prima etapă a turului 1 cu Moscova "Torpedo". Boris a intrat pe teren în minutul 76 în locul lui Igor Nakonechny[1]. Pentru prima dată la nivel profesionist a marcat un gol la 1 iulie 1984 în minutul 46 al meciului câștigat (2:1) acasă în etapa a 17-a a Ligii Superioare împotriva lui Metalist Harkov Metalist. Boris a intrat pe teren în echipa de start și a jucat tot meciul. În acel sezon a jucat 4 meciuri și a marcat 1 gol, a mai jucat 2 meciuri în Cupa URSS.
În 1985, Boris Tropaneț a fost chemat la serviciul militar, pe care l-a făcut în liga a doua a SKA Kiev. În timpul sezonului 1986 s-a întors la Cernomoreț, dar nu a reușit să câștige un loc în prima echipă și și-a petrecut restul sezonului jucând în echipa dublă, unde a marcat 2 goluri în campionatul echipei duble. Nici în sezonul următor nu a reușit să devină jucător principal, având 2 meciuri în prima echipă. Prin urmare, în timpul sezonului s-a transferat la Nistru, care la acea vreme juca în Liga a doua. În 1988 a ajutat clubul Kishinev (Chișinau) să intre în prima ligă, dar în timpul sezonului 1989 s-a mutat la o altă echipă din prima ligă, Simferopol "Tavria". A jucat 21 de meciuri (1 gol) în campionat, iar în sezonul următor a apărat din nou culorile lui Nistru. A jucat pentru clubul moldovean până în 1991. În 1991 s-a alăturat în timpul sezonului la Tiraspol "Tiligul".
În 1991 a plecat în străinătate, în Polonia, unde a semnat un contract cu clubul local de liga a doua Polonia (Bytom). În sezonul 1991/92, în campionatul polonez, a jucat 9 meciuri și a marcat 2 goluri.
În 1992 a revenit în Moldova, unde a semnat un contract cu clubul de primă ligă "Amok" (Chișinău), în care a jucat 29 de meciuri și a marcat 8 goluri. În 1993 a plecat în Rusia, unde a devenit jucător al echipei locale KAMAZ. A apărat culorile clubului din Naberezhnye Chelny până în 1996. În Cupa Intertoto din 1996 a jucat 4 meciuri pentru KAMAZ. A fost căpitanul lui KAMAZ. În prima ligă rusă a jucat 70 de meciuri și a marcat 12 goluri, iar în Cupa Rusiei a mai jucat 5 meciuri (3 goluri). În 1996 a părăsit clubul rus și s-a mutat în Coreea de Sud. A semnat un contract cu "Pucheon Yukon", care a jucat în Superliga coreeană. Cu toate acestea, Boris nu a reușit să se impună în clubul sud-coreean și după ce a jucat 1 meci în campionatul coreean în 1996, s-a întors la KAMAZ. Cu toate acestea, revenirea nu a fost foarte reușită. Tropanets a fost un jucător al echipei principale, dar la sfârșitul sezonului echipa a fost retrogradată în prima ligă. Boris a început sezonul 1998 cu o echipă din Naberezhnye Chelny și a continuat cu Saratov Sokol.
În 1998, a revenit la Zimbru, unde a câștigat campionatul național (2000) și a ajuns în turul trei de calificare în Liga Campionilor în sezonul 1999/00. A petrecut a doua parte a sezonului 2000/01 la "Olimpia" (Bălți), dar după ce a jucat 1 meci a părăsit clubul. În același an a plecat în Indonezia, unde a semnat un contract cu o reprezentantă a primei divizii a campionatului local, clubul "Pusam Samurin" (10 meciuri, 2 goluri). În acest club și a încheiat cariera de fotbalist.

## Activități de coaching
Și-a început cariera de antrenor ca antrenor secund la cluburile moldovenești Hîncești și Zimbru.
Din august 2004 până în iunie 2007, a condus echipa națională de tineret a Moldovei, care a fost aproape de a ajunge în partea finală a Campionatului European de tineret. Cele mai reușite meciuri - remize cu Anglia (2:2), Scoția (0:0), victorie împotriva Georgiei (5:1). O serie de jucători ai echipei de tineret sub conducerea sa au început mai târziu să joace pentru echipa principală a țării: Alexandru Epureanu, Vitaliy Bordian, Alexandru Gatskan, Igor Bugaev, Nikolay Josan.

## Fapte interesante
În onoarea lui Boris Tropaneț , un stadion a fost numit în satul său natal - Stadionul Boris Tropaneț, unde FC Balkani (Zarya) își joacă meciurile de acasă.
Fiica lui Boris Tropaneț, Alina Tropaneț, este un antreprenor cunoscut în Chișinău (Republica Moldova), fondatoarea companiei de decorare și organizare de evenimente XO studio, precum și a studioului de floristică XOstudio FLOWERS, bine cunoscut în capitala Republicii Moldova. Alina se implică activ în programe sociale și de caritate.